# Montenegro Badminton Association
De Montenegro Badminton Association is de nationale badmintonbond van Montenegro.
De huidige president van de Montenegro'se bond is Zoran Lalic. Er is niet bekend hoeveel leden en hoeveel clubs er zijn aangesloten bij de bond. De bond is sinds 2007 aangesloten bij de Europese Bond.